# لوک تنها، لوله‌کش
لوک تنها، لوله‌کش (انگلیسی: Lonesome Luke, Plumber) یک فیلم کمدی صامت کوتاه به کارگردانی هال روچ است که در سال ۱۹۱۷ منتشر شد.

## بازیگران
- هارولد لوید
- اسناب پالرد
- ببه دنیلز
- باد جیمیسون
- گیلبرت پرت
- سمی بروکس
- گاس لئونارد